# China Railways DF5 sorozat
A China Railways DF5 sorozat egy kínai Co'Co' tengelyelrendezésű dízelmozdony-sorozat. A China Railways üzemelteti. Összesen 1141 db készült belőle. Pályaudvarokon tolatásokhoz és iparterületek kiszolgálására használják. A sorozat később átépítésre került, megnövekedett a hossza és a sebessége.